# Giustino (Vivaldi)
Giustino (également connu sous le nom d'Anastasio) RV 717 est un opéra de 1724 de Vivaldi, sur un livret de Nicolò Beregan. L'opéra a été composé à la demande de Féderico Capranica, directeur du Teatro Capranica, pour la saison du carnaval de 1724 à Rome et présenté pour la première fois dans ce lieu.
L'air d'Anastasio, Vedrò con mio diletto, est devenu une pièce célèbre chantée lors de concerts et d'enregistrements de contre-ténors tels que Philippe Jaroussky et Jakub Józef Orliński, et de contraltos comme Sonia Prina.

## Contexte historique
L'œuvre a été commandée à Vivaldi par Federico Capranica, pour le théâtre romain de sa famille, après le succès d'Hercule sur le Thermodon en 1723, comme deuxième œuvre de la saison du carnaval de 1724. Elle n'a été exécutée qu'après la mort de ce dernier. C'était le dernier opéra composé par le maître vénitien pour la place de Rome, et, en raison de l'interdiction pour les femmes de jouer sur scène, tous les personnages étaient joués par des chanteurs masculins, pour l'écrasante majorité castrés. Le rôle de la première femme (Ariane) a été repris par le célèbre soprano Giacinto Fontana, dit Farfallino, qui « a joué tous les principaux rôles féminins dans les drames romains écrits par Metastasio ».
Le livret est conservé avec la musique dans les archives Vivaldi de la Bibliothèque nationale de Turin. Il fut écrit, plus de quarante ans avant la version de Vivaldi, par le comte Nicolò Beregan ; divisé en prologue et trois actes, il fut mis en musique pour la première fois à Venise en 1683, par Giovanni Legrenzi, devenant ainsi « avec ses six enregistrements éprouvés, […] une des œuvres les plus populaires du XVIIIe siècle ». Le livret fut ensuite retouché et retravaillé à plusieurs reprises, notamment par l'abbé Giulio Convò en 1703 pour l'une des premières expériences d'opéra de Domenico Scarlatti. Ensuite, en 1711, Pietro Pariati l'adapte en cinq actes pour Tommaso Albinoni. « Le livret utilisé par Vivaldi reprend le texte de Beregan, modifié par Pariati, avec de nouvelles modifications profondes », dont la restauration de la structure en trois actes (sans prologue). Par la suite, le livret sera repris et mis en musique, sous réserve de modifications ultérieures, par Haendel, en 1737.
Concernant la composition musicale, « dans Giustino, Vivaldi a souvent eu recours à la technique de l'auto-emploi et a ré-employé une quantité considérable de musique préexistante, réajustant 22 numéros vocaux (environ la moitié du total), les intégrant souvent avec de nombreuses retouches : le compositeur a ainsi préparé une sorte “d'anthologie personnelle” en l'honneur du public romain ».
L'opéra a été repris dans les temps modernes en 1985 dans une mise en scène d'Alan Curtis et joué au Teatro Olimpico de Vicence, à l'Opéra Royal du Palais Royal de Versailles et au Teatro La Fenice à Venise. Selon les données du Magazine de l'opéra baroque, un concert a eu lieu au Mégaron Musikis d'Athènes en 2007, tandis qu'une autre reprise sur scène, pour un total de douze spectacles, a eu lieu entre 2008 et 2009, au Staatstheater à Oldenburg. 

## Musique
El Giustino est un travail de transition. Vivaldi, désireux de se faire connaître sur les scènes italiennes, réutilise les airs de ses œuvres précédentes (une vingtaine au total), mais en compose aussi de nouvelles. À noter l'utilisation du motif principal du premier mouvement de La Primavera dans le premier acte, peu avant l'entrée en scène de Fortune et la prédication à Justin du glorieux futur qui l'attend, ou encore à Sventurata navicella (acte II, scène 13), un des chevaux de labour de Vivaldi, retrouvé chez Le faux fou Orlando.
Le contraste entre les parties “anciennes” et les plus récentes restait cependant très évident, d'abord dans l'instrumentation, puis aussi dans la plus grande ampleur et complexité formelle des arias composées de toutes pièces. L'engagement qu'exigeait le théâtre romain était assez lourd, surtout pour la recherche de chanteurs : par décret pontifical, les femmes étaient interdites de chanter dans les théâtres romains, de sorte que les parties vocales dans les registres élevés comme les contraltos et les sopranos étaient confiées à des chanteurs castrés comme le Farfallino (Arianna), Paolo Mariani en tant que Justin et Giovanni Ossi dans celui de Anastasio.
L'instrumentation est très variée : Bel riposo de' mortali de Giustino (Acte I, Scène 4) par exemple, un air pastoral au rythme de la Sicile orchestré avec violons, hautbois et flûtes à l'unisson sur un bourdon d'alto, violoncelle et basse, ou même l'air de Giustino Ho nel petto un cor sì forte (Acte II, Scène 9), un air héroïque avec psaltérion solo et cordes en pizzicato qui projette vers une atmosphère ésotérique en conclusion du second acte.
L'œuvre n'est pas sans pièces orchestrées avec des timbales et des trompettes ; par exemple, la fanfare qui fait écho à Claudio Monteverdi qui précède l'aria avec le chœur d'Arianna Viva Augusto, éternel empereur (Acte I, Scène 2) ou l'aria de Vitaliano All'armi, ou des guerriers (Acte I, Scène 9), aria héroïque typique avec trompette solo. Les airs baroques à l'imitation de la nature, typiques de Vivaldi, ne manquent pas non plus : l'air de Vitaliano Ce torrent qui monte (Acte II, Scène 4), dans lequel les arcs avec leurs figures imitent un torrent impétueux (air qui, entre autres, apparaîtra identique dans le Farnace, mais transposé par la voix du baryton), ou Augelletti garruletti (Acte II, scène 5), aria avec le piccolo qui imite le chant des oiseaux, ou enfin l'aria de l'empereur Anastasio Sento in seno ch'pioggia di lacrime (Acte II, Scène 1), où les violons sont divisés en une section jouée en pizzicato et une autre en archet, à la manière du son de la pluie qui tombe — il est d'ailleurs remarquable que Vivaldi confie cet air à Anastasius, soulignant ainsi plus sa forme humaine que celle d'un empereur.

## Personnages et interprètes
| Rôle                                                                | Tessiture vocale du premier interprète | Distribution de la première, carnaval de 1724 |
| ------------------------------------------------------------------- | -------------------------------------- | --------------------------------------------- |
| Anastasio, Empereur de Byzance                                      | soprano castrat                        | Giovanni Ossi                                 |
| Arianna, son épouse                                                 | soprano castrat (travesti)             | Giacinto Fontana                              |
| Giustino, fermier, puis empereur, frère de Vitaliano et d'Andronico | contralto castrat                      | Paolo Mariani                                 |
| Leocasta, sœur d'Anastasio                                          | soprano castrat (travesti)             | Girolamo Bartoluzzi                           |
| Vitaliano, tyran d'Asie                                             | tenor                                  | Antonio Barbieri                              |
| Andronico, frère de Vitaliano, amant de Leocasta                    | contralto castrat                      | Francesco Antonio Giovenale                   |
| Amanzio, général byzantin                                           | soprano castrat                        | Carlo Pera                                    |
| Polidarte, capitaine de Vitaliano                                   | tenor                                  | Francesco Pampani                             |
| la Déesse de la Fortune sur son chariot                             | soprano castrat (travesti)             | Biagio Erminii (?)                            |
| la voix de Vitaliano Seniore                                        | tenor                                  | [ 9 ]                                         |
| Cour des princes, dames et chevaliers, gardes: chœur                |                                        |                                               |

## Représentations
En juillet 2018, une représentation a été donnée au Festival international de l'opéra baroque de Beaune, avec l'Accademia Bizantina dirigée par Ottavio Dantone. En août 2018, une version complètement costumée de Il Giustino, dirigé par Deda Cristina Colonna et interprété par Peter Spissky et Camerata Øresund, est présentée comme l'une des œuvres majeures du festival Næstved Early Music, au Danemark.

## Discographie
Comme pour beaucoup d'œuvres baroques, l'intérêt pour la réalisation de Giustino est assez récent : une difficulté supplémentaire est donnée par le fait que Vivaldi, en mettant en musique le texte prolixe du XVIIe siècle du Comte Beregan, écrit une œuvre qui dans sa version intégrale atteint cinq à six heures, un cas assez exceptionnel même pour le moment. Il existe deux versions disponibles dans le commerce, enregistrées et publiées simultanément, dont l'une (par Alan Curtis) est considérablement plus courte que l'autre (éditée par Esteban Velardi). La première version, Falcidia i recitativi, expose plusieurs airs et efface complètement le rôle de son intrigant troisième frère, Andronico.  Curtis justifiait ses coupes par la nécessité de rendre abordable une partition qui, à son avis, aurait déjà semblé longue au public du XVIIIe siècle, « idée assez étrange vu le grand succès de Giustino au temps de sa création à Rome ». La version dirigée par Esteban Velardi, au contraire, « prend note par note de l'ensemble de la partition », et est donc une édition « archi-complète […] avec tous ses récitatifs, tous les chœurs, et le rôle d'Andronicus restauré avec ses trois airs » ; elle dure plus de quatre heures et demi et comprend quatre CD.
- Vivaldi - Il Giustino . Dominique Labelle, Marina Comparato, Francesca Provvisionato, Geraldine McGreevy. Leonardo De Lisi, Laura Cherici. Il Complesso Barocco dir. Alan Curtis Virgin Classics 2002.
- Vivaldi - Il Giustino . Delphine Galou, Emoeke Barath, Verónica Cangemi, Emiliano Gonzales Toro, Arianna Vendittelli, Accademia Bizantina, Ottavio Dantone Naive 2017.